# NGC 182
NGC 182는 물고기자리에 위치한 나선은하이다. 1790년 12월 25일 윌리엄 허셜에 의해 발견되었다.

## 초신성
2004년, 이 은하에서 IIb형 초신성이 발생했으며, 이는 SN 2004ex로 명명되었다.[1]